# 영도초등학교 (경기)
영도초등학교는 대한민국 경기도 파주시에 있는 공립 초등학교이다.

## 학교 연혁
- 1963년 3월 1일 월롱초등학교 영도분실 2개 학급 인가
- 1963년 11월 4일 월롱초등학교 영도분실 개교 (2학급)
- 1963년 3월 2일 월롱초등학교 영도분교장 인가 (6학급)
- 1967년 3월 1일 영도초등학교 승격 인가 (7학급)
- 1967년 3월 10일 영도초등학교 개교

## 참고 자료
- 영도초등학교 - 한국교육학술정보원 학교알리미